# The Adventures of the American Rabbit
The Adventures of the American Rabbit (lançado no Reino Unido como The American Rabbit) é uma animação de 1986 por Clubhouse Pictures, e um DVD por MGM.